# 利昂内尔·斯卡洛尼
利昂内尔·塞巴斯蒂安·斯卡洛尼（西班牙語：Lionel Sebastián Scaloni，1978年5月16日—）是一名已退役的阿根廷足球員，司職後衛。現任阿根廷主教練一職。

## 生平

### 球會
斯卡洛尼出身於阿根廷球會紐維爾舊生，1998年加盟西甲球會拉科魯尼亞，曾獲得2000年西甲聯賽冠軍。早年他為拉科魯尼亞上陣逾200場，但後期已失去正選席位。2006年1月被外借至英超的韋斯咸，半季後突然被拉科魯尼亞解僱。幸好兩星期後他跟另一支西班牙球會桑坦德簽下，才不致變成「無主孤魂」。
然而他的「人球」生涯似乎並未停止：2007年夏季被送到意甲球會拉素，但半季後卻於2008年1月回到西班牙的皇家馬略卡。

### 國家隊
斯卡洛尼在青年時代已代表國家青年隊出賽，贏過1997年世青盃冠軍。
他於2006年世界杯獲選入阿根廷國家隊出戰，取代了向來是國家隊常客的辛尼迪位置，至進行淘汰賽時被德國淘汰出局為止。

## 教練生涯
2018年7月，史卡朗尼接任阿根廷國家隊主教練一職，替代被解僱的佐治·森柏奧利。
2021年7月10日，他帶領阿根廷獲得2021年美洲國家盃冠軍。
2022年6月1日，他帶領阿根廷獲得2022年南美洲－歐洲冠軍盃冠軍。
2022年12月18日，他帶領阿根廷獲得2022年世界盃冠軍。
2024年7月14日，他带领阿根廷获得2024年美洲国家杯冠军。

## 榮譽

### 球員生涯
拉科魯尼亞
- 西甲聯賽冠軍：1999/2000年
- 西班牙国王杯冠軍：2001/02年
- 西班牙超级杯冠軍：2000年、2002年

阿根廷
- 世青盃冠軍：1997年

### 教練生涯
阿根廷
- 美洲國家盃冠軍：2021年、2024年[2]
- 南美洲-歐洲冠軍盃冠軍：2022年
- 國際足聯世界盃冠軍：2022年